# 皮爾萬切
50°30′12″N 24°41′34″E / 50.50333°N 24.69278°E
皮爾萬切（烏克蘭語：Пірванче），是烏克蘭的村落，位於該國西部沃倫州，由盧茨克區負責管轄，始建於1570年，面積22.71平方公里，海拔高度216米，2023年人口593，人口密度每平方公里29.46人。